# Norra Sandsjö pastorat
Norra Sandsjö pastorat var ett pastorat i Njudungs kontrakt i Växjö stift i Svenska kyrkan.
Pastoratskoden var 061208.
Pastoratet omfattade från 1962 följande församlingar:
- Norra Sandsjö församling
- Bringetofta församling

De två nedan tillfördes pastoratet vid en tidpunkt efter 1998 men före 2003
- Malmbäcks församling
- Almesåkra församling

Pastoratet uppgick 2014 i Nässjö pastorat.